# Ilia al II-lea al Georgiei
Ilia al II-lea (în georgiană ილია II; n. 4 ianuarie 1933, Ordjonikidze, RSFS Rusă, URSS) este un cleric ortodox georgian, care îndeplinește funcția de catolicos-patriarh al întregii Georgii, fiind liderul spiritual al Bisericii Ortodoxe Georgiene. El este denumit oficial Catolicosul-patriarh al întregii Georgii, arhiepiscop de Mțheta - Tbilisi și mitropolit de Bicivinta și Suhumi-Abhazia, Sanctitatea Sa, Prea Fericitul Ilia al II-lea.

## Biografie
S-a născut pe 4 ianuarie 1933 în orașul Vladikavkaz din Osetia de Nord (RSFS Rusă), primind la botez numele de Irakli Gudușauri-Șiolașvili (în georgiană ირაკლი ღუდუშაური-შიოლაშვილი). Părinții săi proveneau din zona muntoasă Kazbegi aflată în estul Georgiei și aveau legături de familie cu fosta dinastie regală Bagration. Tatăl său, Giorgi Șiolașvili, era din satul Sno, iar mama sa, Natalia Kobaidze, din satul Sioni. Șiolașvili era un clan influent din zona montană Khevi.
Irakli Gudușauri a absolvit Seminarul Teologic din Moscova. A fost tuns în monahism, primind numele de Ilia, și a fost hirotonit ierodiacon în 1957 și ieromonah în 1959. Și-a continuat educația la Academia Teologică din Moscova, ale cărei cursuri le-a absolvit în 1960, și s-a întors apoi în Georgia, unde a fost repartizat ca preot la Catedrala din Batumi. În 1961 a fost înălțat la rangul de egumen și mai târziu la cel de arhimandrit. La 26 august 1963 a fost ales episcop de Batumi și Șemokmedi, cu rangul de vicar patriarhal. Din 1963 până în 1972 a fost primul rector al Seminarului Teologic din Mțheta - singura școală clericală aflată atunci în funcțiune în Georgia.
La 1 septembrie 1967 Ilia a fost ales episcop de Suhumi și Abhazia și a fost înălțat la rangul de mitropolit în 1969. După moartea controversatului patriarh David al V-lea, care era apropiat regimului sovietic, mitropolitul Ilia Gudușauri-Șiolașvili a fost ales noul catolicos-patriarh al Georgiei la 25 decembrie 1977.

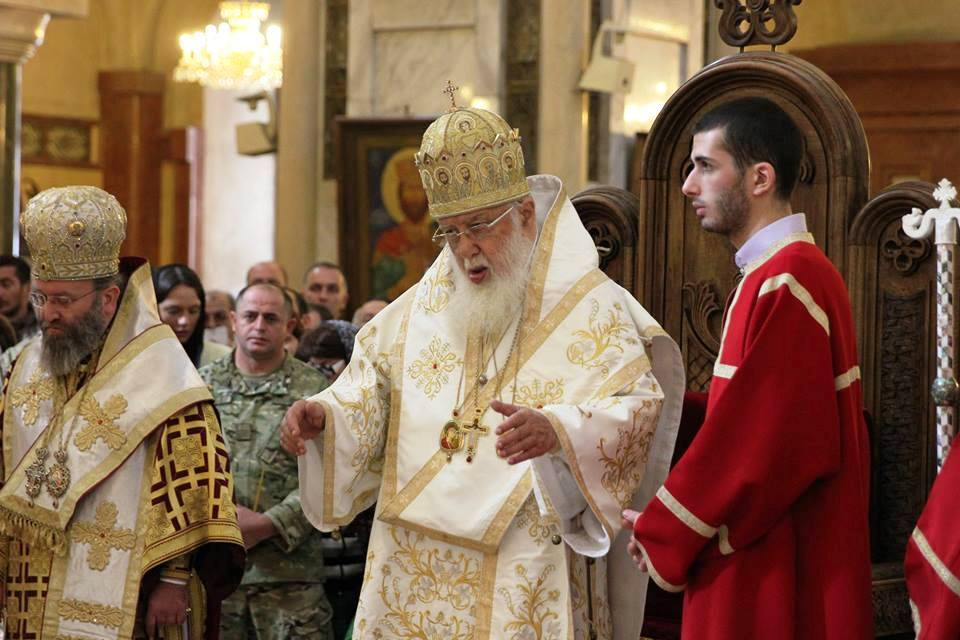
Patriarhul Ilia în 2014

După instalarea sa, noul patriarh a inițiat o serie de reforme care au permis Bisericii Ortodoxe Georgiene să-și recapete pe la sfârșitul anilor 1980 o mare parte din influența și prestigiul de care s-a bucurat înainte de suprimarea autocefaliei ei de către regimul sovietic. Biserica Ortodoxă Georgiană avea în 1988 un cler format din 180 de preoți, 40 de călugări și 15 călugărițe pentru un număr de credincioși estimat a fi între un milion și trei milioane. Existau atunci 200 de biserici, un seminar și șapte mănăstiri (trei de călugări și patru de maici). În ultimii ani ai Uniunii Sovietice, patriarhul Ilia s-a implicat activ în viața socială a Georgiei.
Înaltul ierarh a coordonat realizarea unei versiuni georgiene moderne a Bibliei, actualizată lingvistic, care a fost tipărită în epoca Gorbaciov.
Ilia al II-lea a participat la demonstrația poporului georgian împotriva guvernării sovietice care a avut loc la Tbilisi la 9 aprilie 1989 și i-a îndemnat pe protestatari să se retragă la biserica Kașueti din apropiere pentru a evita vărsarea de sânge. Această demonstrație pașnică a fost dispersată de trupele sovietice, lăsând în urmă 22 de morți și sute de răniți. În timpul Războiului civil din Georgia din anii 1990, el a cerut partidelor politice rivale să găsească o soluție pașnică la criza internă.
Din 1978 până în 1983, Ilia al II-lea a fost copreședintele Consiliului Mondial al Bisericilor (WCC), o organizație ecumenică la care Biserica Ortodoxă Georgiană a aderat, împreună cu alte biserici sovietice, în 1962. În mai 1997 un grup vocal de clerici ortodocși conservatori l-a acuzat pe Ilia al II-lea că a participat la „erezia ecumenistă” și a amenințat cu schisma. Patriarhul a convocat în grabă Sfântul Sinod și a anunțat retragerea Bisericii Ortodoxe Georgiene din WCC. În 2002 președintele Georgiei Eduard Șevardnadze și patriarhul Ilia al II-lea au semnat un acord prin care Bisericii Ortodoxe Georgiene i s-au acordat mai multe privilegii, iar deținătorii funcției de patriarh au primit imunitate în fața legii.
La 21 decembrie 2010, prin decizia Sfântului Sinod al Bisericii Ortodoxe Georgiene, eparhia de Suhumi-Abhazia, pe care Patriarhia Georgiană continuă să o numere sub jurisdicția sa, a fost pusă sub controlul direct al patriarhului, care de atunci a preluat titlul de Catolicos-Patriarh al întregii Georgii, arhiepiscop de Mțheta-Tbilisi și mitropolit de Bicivinta (Pițunda) și Suhumi-Abhazia.

## Premii și distincții
În calitate de patriarh, Ilia al II-lea a primit cele mai înalte distincții bisericești ale patriarhiilor ortodoxe ale Antiohiei, Ierusalimului, Alexandriei, Rusiei, Greciei, Bulgariei, România și a aproape tuturor celorlalte Biserici Ortodoxe. A fost distins cu titlul de doctor honoris causa în teologie al Seminarului Teologic Ortodox „Sfântul Vladimir” din New York (1986), al Academiei de Științe din Creta (1997) și al Seminarului Teologic Ortodox „Sf. Tihon” din Pennsylvania (1998). Ilia al II-lea a fost ales membru de onoare al Academiei de Științe din Georgia (2003) și al Școlii Americane de Genealogie, Heraldică și Științe Documentare. În februarie 2008 a obținut Premiul David Guramișvili. Pentru susținerea restaurării monarhiei constituționale și a restabilirii pe tron a dinastiei Bagrationilor, patriarhul Ilia al II-lea a fost distins cu Marele Colan al Ordinului Vulturului Georgiei de către prințul David Bagration de Mukhrani.

## Opinii referitoare la monarhia constituțională
Ilia al II-lea are reputația unui susținător al monarhiei constituționale ca formă de guvernare pentru Georgia. La 7 octombrie 2007 el a cerut în mod public într-o predică restabilirea monarhiei constituționale a dinastiei Bagrationi (care fusese deposedată de coroana Georgiei la începutul secolului al XIX-lea de către Imperiul Rus). Acest apel a survenit într-o perioadă de întețire a confruntării dintre guvernul președintelui Miheil Saakașvili și opoziție, ai cărei membri au salutat propunerea patriarhului. În iunie 2018 el a dat o binecuvântare oficială și a oficiat cununia prințului Juan de Bagration-Mukhrani și Kristine Dzidziguri la Catedrala Svetițhoveli.

## Ilia al II-lea și Rusia

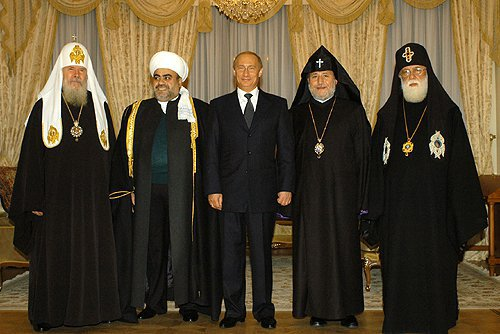
Președintele rus Vladimir Putin, patriarhul rus Alexei al II-lea și conducătorii Bisericilor din Caucaz: muftiul azer Allahshukur Pashazadeh, catolicosul armean Karekin al II-lea și patriarhul georgian Ilia al II-lea

În timpul Războiului Ruso-Georgian din august 2008, Ilia al II-lea a făcut apel la conducerea politică rusească și la conducătorii Bisericii Ortodoxe Ruse, exprimându-și îngrijorarea că „ortodocșii ruși îi bombardau pe ortodocșii georgieni” și respingând acuzațiile rusești de „genocid” georgian în Osetia de Sud ca o „pură minciună”. El a făcut, de asemenea, o vizită pastorală, aducând hrană și ajutoare în orașul central georgian ocupat de ruși Gori și în satele din jur, care se aflau în pragul catastrofei umanitare. El a contribuit, de asemenea, la restituirea corpurilor soldaților și civililor georgieni decedați. Ilia al II-lea a binecuvântat, de asemenea, demonstrațiile „Opriți Rusia” din 1 septembrie 2008, în care zeci de mii de persoane au organizat lanțuri umane în Georgia.
În decembrie 2008 Ilia al II-lea a vizitat Moscova pentru a-i aduce un ultim omagiu patriarhului defunct Alexei al II-lea. La 9 decembrie 2008 s-a întâlnit cu președintele rus Dmitri Medvedev, ceea ce a reprezentat primul contact oficial la nivel înalt dintre reprezentanții celor două țări după Războiul din luna august. Ulterior, Ilia al II-lea a anunțat că a negociat unele „acorduri pozitive” cu Medvedev, care necesitau o continuare „atentă și diplomatică” din partea politicienilor.

## Inițiativa de creștere a ratei natalității în Georgia
La sfârșitul anului 2007, preocupat de rata scăzută a natalității din Georgia, Ilia al II-lea s-a oferit să boteze personal orice copil născut într-o familie care avea deja cel puțin doi copii, atâta timp cât noul copil urma să se nască după anunțul său. El a oficiat ceremonii de botez în masă de patru ori pe an. Potrivit oficialilorbisericii, inițiativa patriarhului a stimulat un boom demografic național, deoarece botezul realizat de patriarh este o onoare considerabilă pentru credincioșii Bisericii Ortodoxe Georgiene. Ilia al II-lea este nașul a peste 19.000 de copii.

## Încrederea populației în patriarh
În anul 2010 patriarhul Ilia al II-lea a fost desemnat de CNN „persoana cea mai de încredere din Georgia” și a obținut cel mai mare grad de încredere din rândul politicienilor georgieni (94%), potrivit unui sondaj al Institutului Național Democratic pentru Afaceri Internaționale din noiembrie 2013.

## Opinii referitoare la comunitatea LGBTQ + și la alte chestiuni
În 2013 Ilia al II-lea a descris homosexualitatea drept o „boală” și a comparat-o cu dependența de droguri. El a cerut autorităților georgiene să oprească un miting pentru drepturile homosexualilor programat la Tbilisi în 17 mai 2013 pentru a marca Ziua internațională împotriva homofobiei, afirmând că mitingul era o „violare a drepturilor majorității” și „o insultă” la adresa tradițiilor georgiene. În urma comentariilor sale, mii de georgieni, conduși de preoți ortodocși georgieni, au ieșit pe străzile din Tbilisi pentru a protesta împotriva mitingului pentru drepturile homosexualilor. Mitingul a trebuit să fie abandonat din cauza intensificării actelor violente la adresa participanților, iar activiștii au fost escortați pentru siguranța lor cu un autobuz la sediul poliției. În mesajul său cu privire la acest eveniment, Ilia al II-lea al Georgiei a condamnat cu fermitate orice act violent.
În predicile sale, Ilia al II-lea a condamnat homosexualitatea și avortul, a cerut ca programele de televiziune să fie cenzurate pentru a fi înlăturat conținutul sexual, a denunțat manualele școlare pentru „patriotism insuficient”, a predicat împotriva a ceea ce a numit „liberalism extrem” și a avertizat împotriva „pseudoculturii” din străinătate. El s-a opus încercărilor de a acorda prin lege altor confesiuni un statut egal cu cel al Bisericii Ortodoxe Georgiene și a condamnat schimburile educaționale internaționale și munca în străinătate drept „acte lipsite de patriotism”.
Prin poziția sa antiavort, cu toate acestea, el a avut un rol important în creșterea ratei natalității în Georgia începând din 2008. După războiul cu Rusia, țara a pierdut câteva mii de cetățeni și a trecut printr-o sărăcie imensă, care s-a reflectat în scăderea populației. Promițând să boteze personal al treilea copil al fiecărei familii, el a contribuit la diminuarea ratei avortului cu 50% din 2005 până în 2010 și a contribuit la creșterea ratei natalității cu 25% față de anul 2005. „Schimbările de fertilitate de această magnitudine nu sunt obișnuite; multe guverne ar ucide pentru abilitatea de a institui astfel de politici. Dar cazul Georgiei este unic: societățile relativ omogene în care un lider religios foarte respectat are capitalul social de a induce astfel de schimbări sunt extrem de rare. Statele Unite ale Americii nu au avut niciodată acest nivel de omogenitate socială și nici nu vor avea vreodată”.

## Imagini

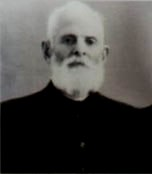
Giorgi Șiolașvili, tatăl patriarhului
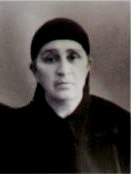
Nato Kobaidze, mama patriarhului
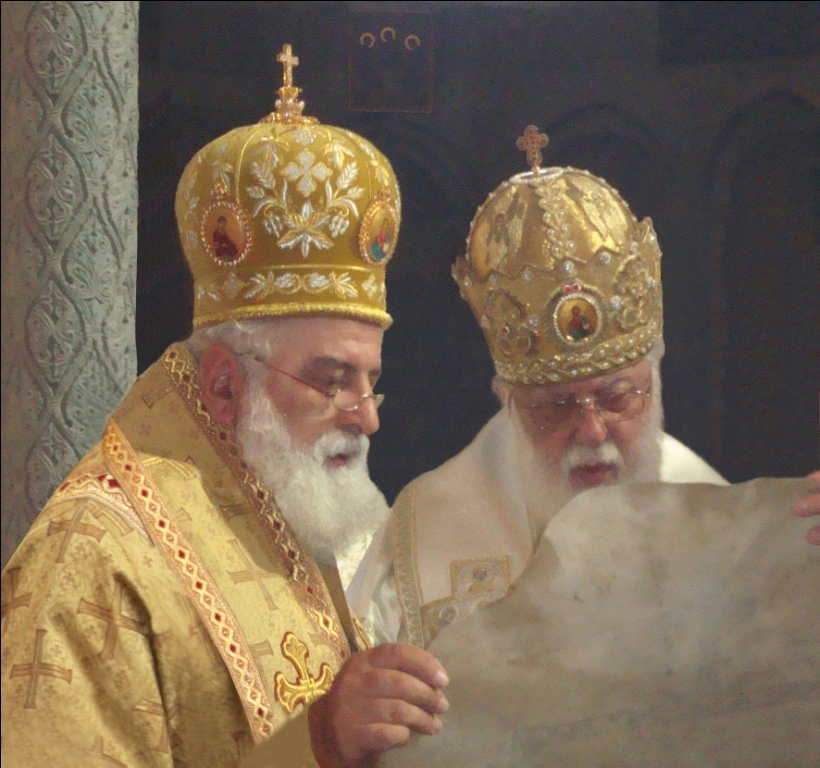
Episcopul Ananias și patriarhul Ilia. 2001
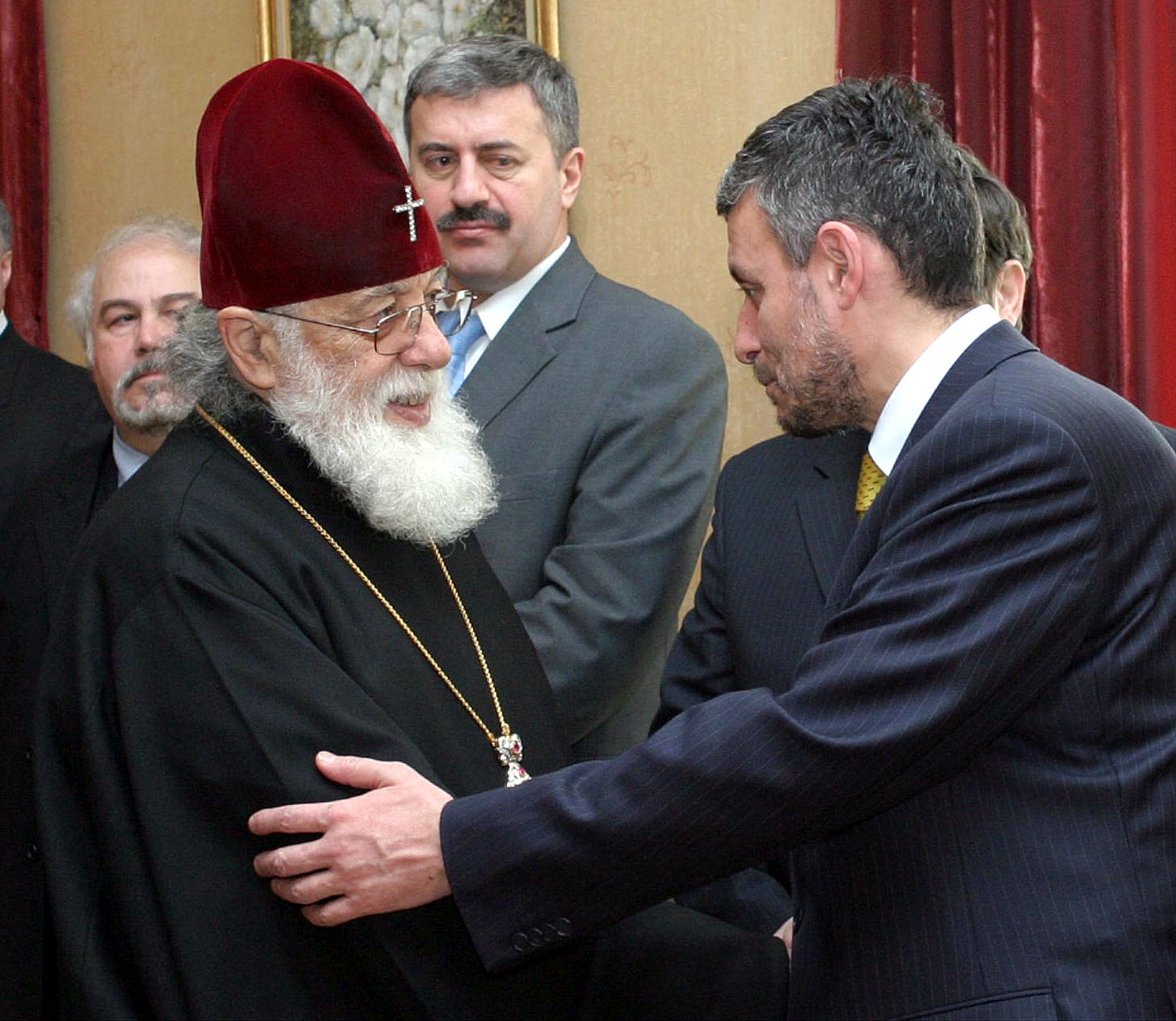
Întâlnirea cu președintele OSCE Solomon Passy. 2004
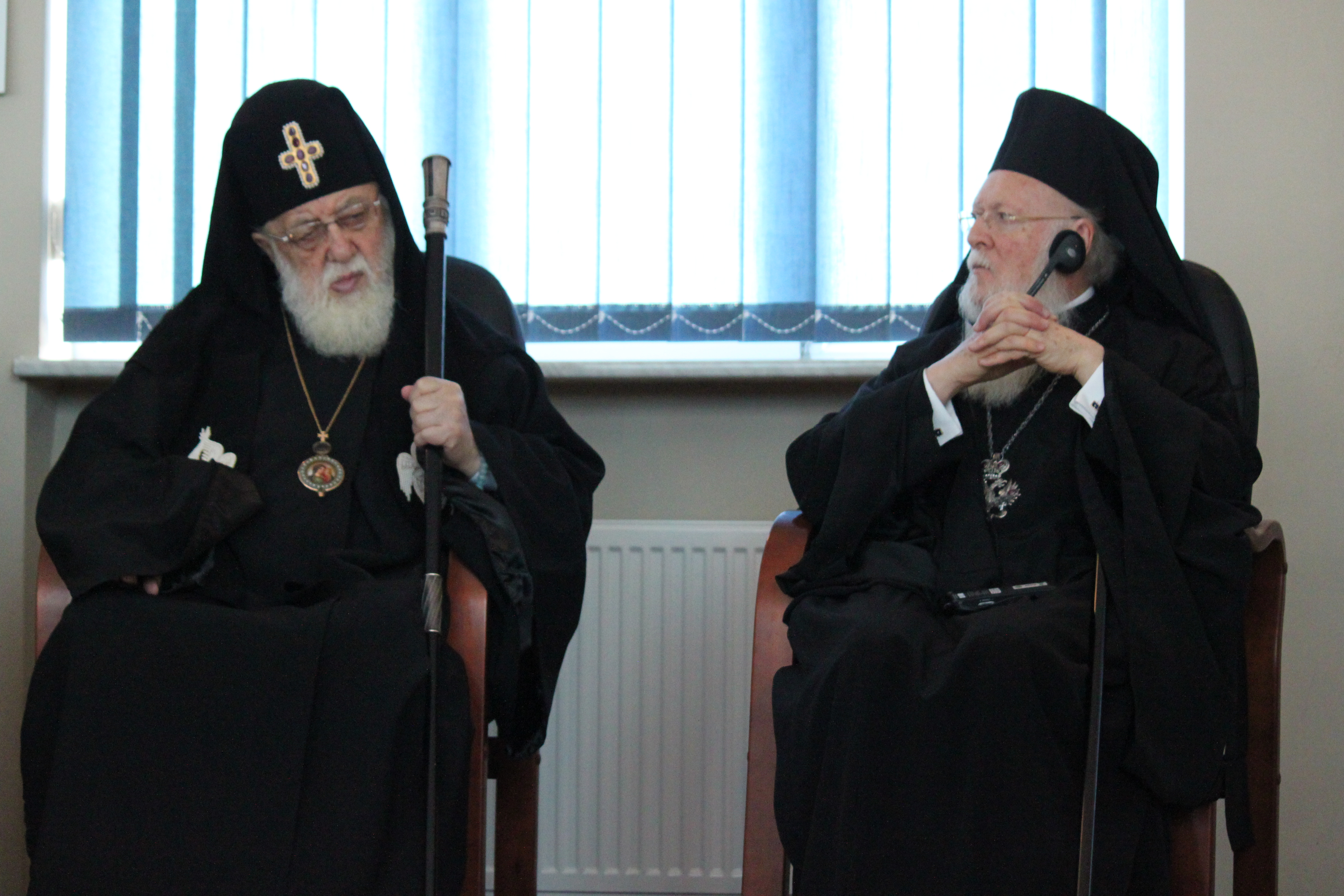
Ilia al II-lea și patriarhul ecumenic Bartolomeu I al Constantinopolului. 2012
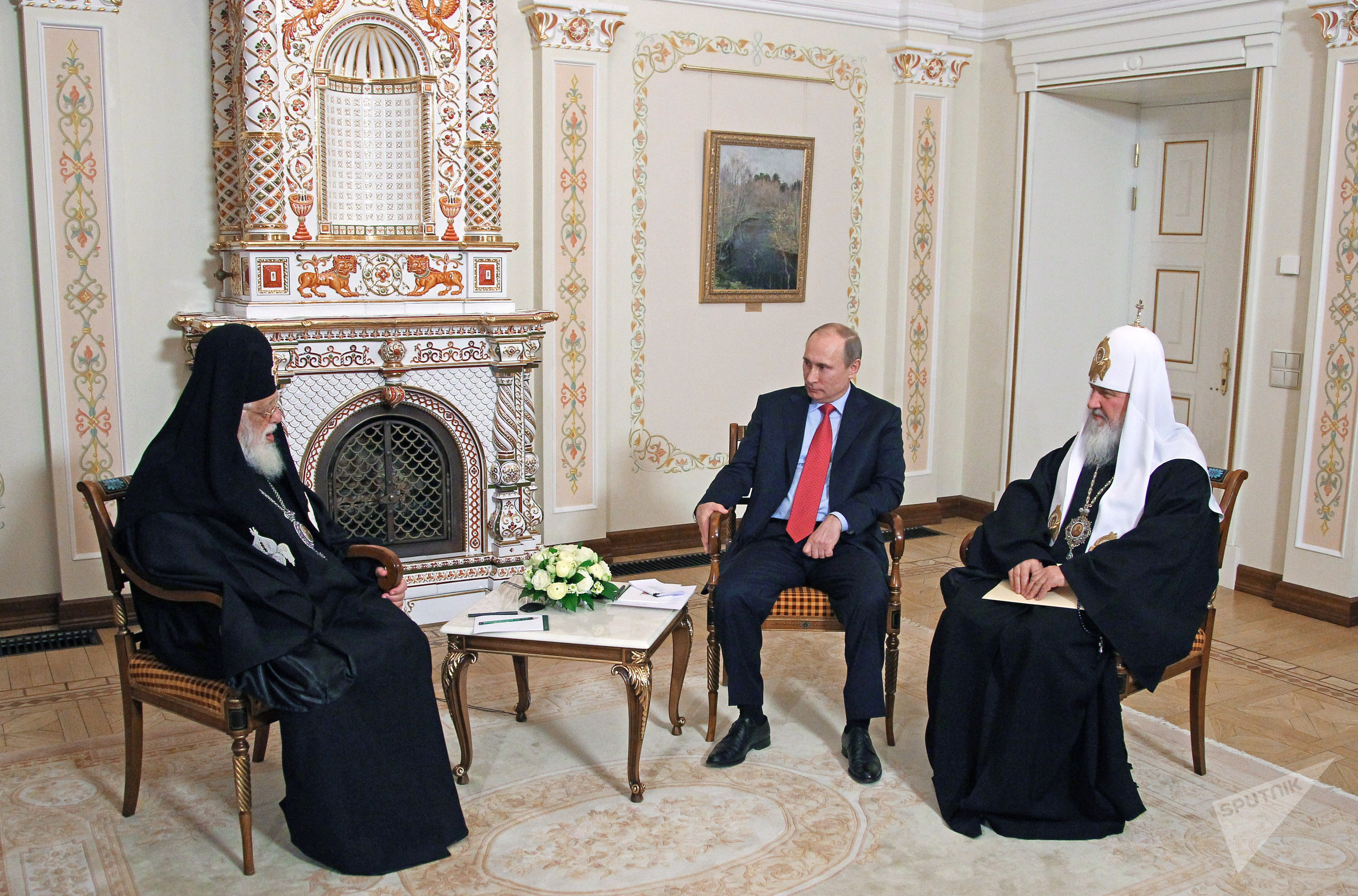
Întâlnirea patriarhului Ilia cu președintele rus Vladimir Putin și cu patriarhul rus Chiril
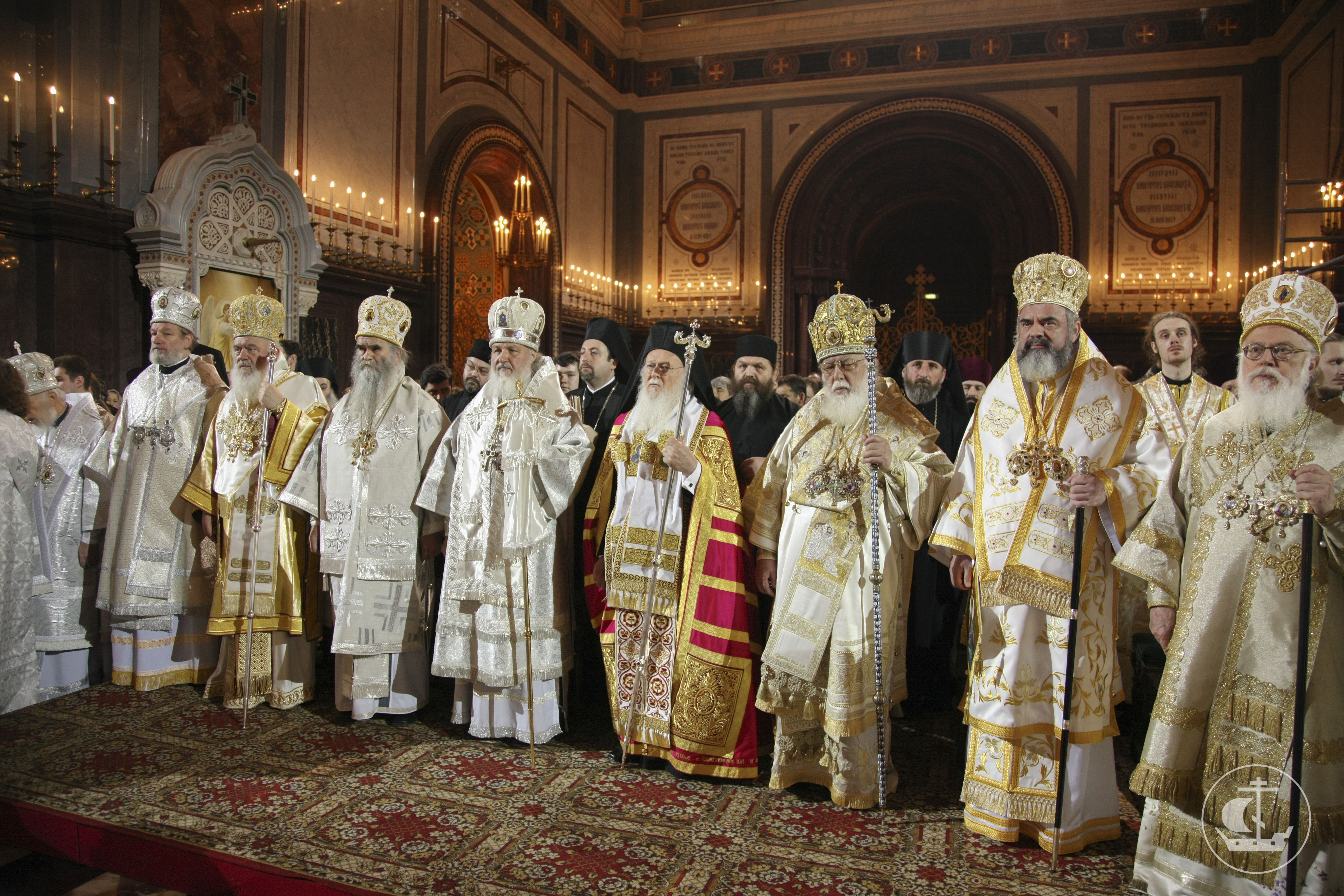
Patriarhul Ilia printre înalții ierarhi străini care au participat la parastasul patriarhului Alexei al II-lea. 2013

## Legături externe
- ka  Catholicos-Patriarch of all Georgia

| Funcții bisericești       | Funcții bisericești                                 | Funcții bisericești |
| ------------------------- | --------------------------------------------------- | ------------------- |
| Predecesor David al V-lea | Catolicos-Patriarh al întregii Georgii 1977-prezent | Succesor -          |